# エルプス
エルプス（欧字名:Erebus、1982年5月3日 - 2009年9月15日）とは日本の競走馬、繁殖牝馬である。逃げ馬として名を馳せ、1985年の桜花賞など重賞競走で5勝を挙げた。1985年度優駿賞最優秀4歳牝馬。主戦騎手は木藤隆行。
英語表記馬名は「Erebus」であり、名前は南極大陸に存在する活火山・エレバスに由来する。また、孫にGI競走3勝を挙げたテイエムオーシャンがいる。

## 戦績

### 3歳時（1984年）
1984年9月2日、函館競馬場の新馬戦で津曲忠美を鞍上にデビュー。初戦は道中中団のまま9着と大敗した。しかし東信二に乗り替わった2戦目でスタートから逃げ切り、初勝利を挙げる。次走には連闘で函館3歳ステークス前日のオープン特別出走が予定されていたが、登録頭数が施行規定に足りず不成立となり、急遽函館3歳ステークスに出走した。津曲、東ともに他馬への騎乗が決定しており、本競走から木藤を鞍上に迎えた。当時は開催当日に騎手が競馬場へ移動することが可能だった時代で、木藤が移動のため飛行機に乗ったところ隣席にオーナーの小畑がおり「木藤君、今日うちの馬に乗ってくれるんだって？頑張ってね」と激励をうけた。レースは前走と同様に逃げ切り、重賞初勝利を収める。これは木藤にとっても、デビュー10年目で初めての重賞勝利であった。以降、引退まで一貫して木藤が騎手を務める。
次走のオープン戦では1番人気に支持されたが、逃げることができず最下位と大敗する。これを受け、続くテレビ東京賞3歳牝馬ステークスでは14頭立て11番人気と評価を大きく落とした。しかしスタート直後から先手を取ると、タカラスチール以下を1馬身半退けて重賞2勝目を挙げた。この競走を最後に当年のシーズンを終える。重賞2勝は同期牝馬の最多勝であったが、最優秀3歳牝馬には通算4戦3勝・2着1回、関西のラジオたんぱ杯3歳牝馬ステークスを制したニホンピロビッキーが選出されている。

### 4歳時（1985年）
3ヶ月の休養後、報知杯4歳牝馬特別（桜花賞トライアル）で復帰。当日は3番人気であったが、逃げ切りで重賞3勝目。勝つには勝ったが、4コーナーで借柵の色に驚いて手前を急に変え外側に斜行、他馬の走行を妨害してしまった。結果騎乗停止処分にはならなかったが、「木藤では桜花賞を勝てない」と桜花賞に騎乗予定のない騎手たちから多数の営業があったが、馬主の小畑に確認をとったところ「木藤でいってくれ」とコンビ継続が決定。次走、4月7日に桜花賞を迎える。木藤はこれがクラシック初騎乗であった。当日は降雨で重馬場となったが、レースではハイペースで逃げると、最後は追い込んだロイヤルコスマーを半馬身退けてクラシック制覇を果たした。エルプスと木藤に加え、管理する久恒久夫にとっても競馬界に入って36年目で初のクラシック勝利であり、久恒はインタビューで「やっと夢が叶いました」と涙を見せた。木藤、久恒ともに、これが騎手・調教師生活を通じて唯一のGI優勝となった。なお、木藤以降、関東所属騎手の桜花賞制覇は2010年の蛯名正義まで現れなかった。
続いて牝馬二冠を目指した優駿牝馬（オークス）では2番人気に支持されたがフケが来ており状態面で万全でなかった上、22番枠という外枠で逃げを打つことができず、また2400mという距離も不適で15着と大敗。競走後には福島県いわき市の競走馬総合研究所で温泉療養に入った。
秋はエリザベス女王杯を目標に、古馬相手となる京王杯オータムハンデキャップから始動。当時の1600mの日本レコードに0.1秒差と迫る、1分33秒0というタイムで勝利する。次走のローズステークスでは前年12月以来の1番人気に支持されたが、ゴール前でタケノハナミに差され2着。初めて逃げながらの敗戦を喫した。3番人気で迎えたエリザベス女王杯では距離不適から直線で失速し、リワードウイングの11着に終わった。その後、ジャパンカップ出走を目指して調教されていたが、出走馬に選出されず、その後の調教で脚部不安を生じる。以後温泉療養を続けたが復帰態勢が整わず、そのまま競走生活から退いた。休養中、優駿賞最優秀4歳牝馬を受賞している。

## 競走成績
| 年月日 | 年月日 | 年月日 |      | レース名             | 格   | 頭数 | 人気 | 着順 | 距離（状態）  | タイム | （上3F） | 着差    | 騎手     | 斤量 | 勝ち馬/（2着馬）     |
| 1984   | 9.     | 2      | 函館 | 新馬                 |      | 12   | 10   | 09着 | 芝1000m（不） | 1:02.7 | (38.4)   | 1.9秒   | 津曲忠美 | 53   | リキサンワイス       |
|        | 9.     | 16     | 函館 | 新馬                 |      | 5    | 3    | 01着 | 芝1000m（良） | 58.2   | (35.1)   | 7身     | 東信二   | 53   | （マチカネコーシ）   |
|        | 9.     | 23     | 函館 | 函館3歳S             | GIII | 16   | 6    | 01着 | 芝1200m（良） | 1:10.5 | (36.8)   | 4身     | 木藤隆行 | 53   | （トウショウレオ）   |
|        | 12.    | 2      | 中山 | すずかけ賞           | OP   | 8    | 1    | 08着 | 芝1200m（良） | 1:11.5 | (36.8)   | 2.1秒   | 木藤隆行 | 54   | ロードキルター       |
|        | 12.    | 15     | 中山 | テレビ東京賞3歳牝馬S | GIII | 14   | 11   | 01着 | 芝1600m（良） | 1:35.4 | (37.5)   | 1 1/2身 | 木藤隆行 | 53   | （タカラスチール）   |
| 1985   | 3.     | 17     | 阪神 | 報知杯4歳牝馬特別    | GII  | 16   | 3    | 01着 | 芝1400m（稍） | 1:23.7 | (36.9)   | 1/2身   | 木藤隆行 | 54   | （ロイヤルコスマー） |
|        | 4.     | 7      | 阪神 | 桜花賞               | GI   | 22   | 2    | 01着 | 芝1600m（稍） | 1:36.9 | (38.1)   | 1/2身   | 木藤隆行 | 55   | （ロイヤルコスマー） |
|        | 5.     | 19     | 東京 | 優駿牝馬             | GI   | 28   | 2    | 15着 | 芝2400m（良） | 2:33.3 | (41.7)   | 2.6秒   | 木藤隆行 | 55   | ノアノハコブネ       |
|        | 9.     | 8      | 中山 | 京王杯オータムH      | GIII | 11   | 2    | 01着 | 芝1600m（良） | 1:33.0 | (35.7)   | 1/2身   | 木藤隆行 | 55   | （ビックパッサー）   |
|        | 10.    | 13     | 京都 | ローズS              | GII  | 14   | 1    | 02着 | 芝2000m（良） | 2:02.3 | (35.5)   | 0.1秒   | 木藤隆行 | 55   | タケノハナミ         |
|        | 11.    | 3      | 京都 | エリザベス女王杯     | GI   | 20   | 3    | 11着 | 芝2400m（良） | 2:28.6 | (38.8)   | 1.8秒   | 木藤隆行 | 55   | リワードウイング     |

## 引退後
引退後はいったん故郷・北英牧場で繁殖牝馬となったが、初仔を受胎した後に同場が育成牧場「ファンタストクラブ」として改装され、静内町のカタオカファームに移った。以後8頭の産駒を出産、5頭が中央競馬で勝ち上がったが、これらは全て1勝のみに終わり、総じて産駒成績は振るわなかった。しかし第2子のリヴァーガール（父・リヴリア）が2000年の阪神3歳牝馬ステークス、2001年の桜花賞、秋華賞を制したテイエムオーシャンを産んだ。オーシャンが桜花賞を勝った4月8日は久恒が死去する16日前に当たり、病床でエルプスの孫の勝利を知った久恒は涙を流して喜んだと伝えられている。
エルプス自身は2002年に繁殖生活からも退き、以後はカタオカファームで功労馬として余生を送った。長く健康を保っていたが、2009年9月15日に牧場内で削蹄の際にバランスを崩して転倒し、右後脚の大腿骨を骨折。同日中に安楽死の措置が執られた。27歳。

### 産駒一覧
|       | 生年   | 馬名               | 性                          | 毛色 | 父                 | 厩舎                          | 馬主                 | 戦績                               | 出典   |
| ----- | ------ | ------------------ | --------------------------- | ---- | ------------------ | ----------------------------- | -------------------- | ---------------------------------- | ------ |
|       | 1988年 | 流産               |                             |      | ニホンピロウイナー |                               |                      |                                    | [ 8 ]  |
| 初仔  | 1989年 | ハイエルプス       | 牡                          | 鹿毛 | モガミ             | 美浦・久恒久夫→荒尾・弊旗吉治 | 小畑安雄→入江修      | 64戦6勝（うち地方57戦6勝）（抹消） | [ 9 ]  |
|       | 1990年 | 流産               |                             |      | ロイヤルスキー     |                               |                      |                                    | [ 8 ]  |
| 2番仔 | 1991年 | リヴァーガール     | 牝                          | 鹿毛 | リヴリア           | 美浦・久恒久夫                | 砺波寿               | 11戦1勝（繁殖・2020年死亡）        | [ 10 ] |
|       | 1992年 | 不受胎             |                             |      | リヴリア           |                               |                      |                                    | [ 8 ]  |
|       | 1993年 | 流産               |                             |      | リヴリア           |                               |                      |                                    | [ 8 ]  |
| 3番仔 | 1994年 | クリールデューク   | 牡                          | 鹿毛 | ブライアンズタイム | 美浦・加藤修甫→新潟・加藤一榮 | 横山修二→伊藤勝司    | 12戦1勝（うち地方11戦1勝）（抹消） | [ 11 ] |
|       | 1995年 | 不受胎             |                             |      | ヤマニンスキー     |                               |                      |                                    | [ 8 ]  |
| 4番仔 | 1996年 | エーピーイーグル   | 牡→セン（デビュー前に去勢） | 鹿毛 | ダンスホール       | 美浦・加藤修甫                | （株）デルマークラブ | 7戦1勝（抹消）                     | [ 12 ] |
| 5番仔 | 1997年 | シルクウォーリア   | 牡                          | 鹿毛 | アサティス         | 美浦・久恒久夫                | 有限会社シルク       | 不出走（抹消）                     | [ 13 ] |
| 6番仔 | 1998年 | イーエルブロッサム | 牝                          | 鹿毛 | ラストタイクーン   | 美浦・高橋義博                | 砺波寿               | 12戦1勝（繁殖・2015年用途変更）    | [ 14 ] |
|       | 1999年 | 流産               |                             |      | ビワハヤヒデ       |                               |                      |                                    | [ 8 ]  |
| 7番仔 | 2000年 | ゼンノサラマンダー | 牡                          | 栗毛 | アサティス         | 美浦・坂本勝美→北海道・原孝明 | 大迫忍               | 3戦1勝（うち地方1戦1勝）（抹消）   | [ 15 ] |
| 8番仔 | 2001年 | シルクアルパイン   | 牡                          | 栗毛 | マーベラスサンデー | 栗東・中村均                  | 有限会社シルク       | 3戦1勝（抹消）                     | [ 16 ] |
|       | 2002年 | 不受胎             |                             |      | キングヘイロー     |                               |                      |                                    | [ 8 ]  |
|       | 2003年 | 不受胎             |                             |      | アサティス         |                               |                      |                                    | [ 8 ]  |

## 特徴・エピソード
馬体重は最高でも428kg・最低414kgと、小柄な馬であった。性格的には先頭を切れなければ惨敗という成績、また産駒や孫のテイエムオーシャンの気性の激しさからエルプスも同様とも見られていたが、自身は厩舎でも牧場でも非常に穏やかな馬であった。久恒は「普段は静かな馬なのに、レースになると一生懸命走るので頭が下がります」と述べ、カタオカファームでは「人間にも子供にも静かで、母馬の鑑のような馬」と評されている。反面、木藤は「凄い根性の持ち主」と評し逃げたときには限界までの粘りを見せた。
5歳時にマイルチャンピオンシップに勝ったタカラスチールとは通算5度の対戦で全勝しているにもかかわらず、馬券人気では常にタカラスチールの方が上だった。桜花賞で1番人気を奪われた際には、木藤も「どうして1番人気にならないのだろう」と感じたと述べており、ライターの市丸博司はこの2頭を「本当に不思議な関係だった」と評している。
牧場ではギャラントローマンの付け馬としてセットで売却された程度の評価であった。

## 血統表
| エルプスの血統（ミルリーフ系（ナスルーラ系） / Nearco 5×5×5=9.38%、Blue Peter 5×4=9.38%、Harina、プリメロ5×5=6.25%、Fairway 5×5=6.25%（母内）） | エルプスの血統（ミルリーフ系（ナスルーラ系） / Nearco 5×5×5=9.38%、Blue Peter 5×4=9.38%、Harina、プリメロ5×5=6.25%、Fairway 5×5=6.25%（母内）） | エルプスの血統（ミルリーフ系（ナスルーラ系） / Nearco 5×5×5=9.38%、Blue Peter 5×4=9.38%、Harina、プリメロ5×5=6.25%、Fairway 5×5=6.25%（母内）） | （血統表の出典） | （血統表の出典） |
| 父 * マグニテュード Magnitude 1975 鹿毛 アイルランド                                                                                            | 父の父Mill Reef 1968 黒鹿毛 アメリカ | Never Bend | Nasrullah        | Nasrullah        |
| 父 * マグニテュード Magnitude 1975 鹿毛 アイルランド                                                                                            | 父の父Mill Reef 1968 黒鹿毛 アメリカ | Never Bend | Lalun            |                  |
| 父 * マグニテュード Magnitude 1975 鹿毛 アイルランド                                                                                            | 父の父Mill Reef 1968 黒鹿毛 アメリカ | Milan Mill | Princequillo     | Princequillo     |
| 父 * マグニテュード Magnitude 1975 鹿毛 アイルランド                                                                                            | 父の父Mill Reef 1968 黒鹿毛 アメリカ | Milan Mill | Virginia Water   |                  |
| 父 * マグニテュード Magnitude 1975 鹿毛 アイルランド                                                                                            | 父の母Altesse Royale 1968 栗毛 イギリス | * セントクレスピン St. Crespin | Aureole          | Aureole          |
| 父 * マグニテュード Magnitude 1975 鹿毛 アイルランド                                                                                            | 父の母Altesse Royale 1968 栗毛 イギリス | * セントクレスピン St. Crespin | Neocracy         |                  |
| 父 * マグニテュード Magnitude 1975 鹿毛 アイルランド                                                                                            | 父の母Altesse Royale 1968 栗毛 イギリス | Bleu Azur | Crepello         | Crepello         |
| 父 * マグニテュード Magnitude 1975 鹿毛 アイルランド                                                                                            | 父の母Altesse Royale 1968 栗毛 イギリス | Bleu Azur | Blue Prelude     |                  |
| 母 ホクエイリボン 1973 栗毛 日本 | 母の父* イーグル Eagle 1958 黒鹿毛 イギリス | Court Martial | Fair Trial       | Fair Trial       |
| 母 ホクエイリボン 1973 栗毛 日本 | 母の父* イーグル Eagle 1958 黒鹿毛 イギリス | Court Martial | Instantaneous    |                  |
| 母 ホクエイリボン 1973 栗毛 日本 | 母の父* イーグル Eagle 1958 黒鹿毛 イギリス | Ark Royal | Straight Deal    | Straight Deal    |
| 母 ホクエイリボン 1973 栗毛 日本 | 母の父* イーグル Eagle 1958 黒鹿毛 イギリス | Ark Royal | Felucca          |                  |
| 母 ホクエイリボン 1973 栗毛 日本 | 母の母クインエポロ 1964 栗毛 日本 | * ティエポロ Tiepolo | Blue Peter       | Blue Peter       |
| 母 ホクエイリボン 1973 栗毛 日本 | 母の母クインエポロ 1964 栗毛 日本 | * ティエポロ Tiepolo | Trevisana        |                  |
| 母 ホクエイリボン 1973 栗毛 日本 | 母の母クインエポロ 1964 栗毛 日本 | ミスミドリ | トサミドリ       | トサミドリ       |
| 母 ホクエイリボン 1973 栗毛 日本 | 母の母クインエポロ 1964 栗毛 日本 | ミスミドリ | マイラブ F-No.12 |                  |

- 父・マグニテュードの他の産駒には、1992年にクラシック二冠を達成したミホノブルボンなどがいる。
- 全姉フジイーグルの仔メイショウテゾロはシンザン記念に勝ち、マイルチャンピオンシップ2着がある。
- 母系は小岩井農場の基礎輸入牝馬の1頭・ビューチフルドリーマーの流れを汲み、4代母マイラブの又甥に天皇賞・春優勝馬エリモジョージがいる。